# 新城镇 (右玉县)
新城镇，是中华人民共和国山西省朔州市右玉县下辖的一个乡镇级行政单位。

## 行政区划
新城镇下辖以下地区：
第一社区、第二社区、第三社区、第四社区、第五社区、第六社区、第七社区、第八社区、第九社区、第十社区、第十一社区、第十二社区、亚别岭村、邓家村、余官屯村、上堡村、石头河村、七里铺村、张家店村、贾家窑村、段家山村、下堡村、馒头庄村、南草场村、麻家滩村、马官屯村、袁家村、西丁村、大堡村、郭敖屯村、梁家店村、大蒋家屯村、梁家油坊村、东十里铺村、小蒋家屯村、南街村、东街村、北街村、曹虎屯村、双山峡村和李景屯村。